# Шустер LIVE
«Шустер LIVE» — популярна в Україні суспільно-політична телепрограма. Виходила з 5 вересня 2008 року по  1 березня  2017.
За час існування мала дві перерви: під час Євромайдану (з 20 грудня 2013 по 21 лютого 2014), та під час ескалації неоголошеної війни на Сході України (з 26 грудня 2014 по 12 лютого 2015).
Тривалість програми — чотири з половиною години.

## Історія. Канали
Програма «Шустер Live» виходила на телеканалах
- з 5 вересня 2008 року по 24 грудня 2010 року на телеканалі ТРК Україна[2]
- з 21 січня 2011[3][4] по 15 лютого 2013 року на «Першому національному телеканалі»
- з 22 лютого[5] по 20 грудня 2013 року на телеканалі «Інтер»
- 20 грудня 2013 року було оголошено, що виходить остання передача; за вказівкою з Банкової (з АПУ) програму було позбавлено ефіру, Шустеру заборонено в'їзд в Україну
- 21 лютого 2014, у день перемоги Революції, програма вийшла на 5 каналі
- з 7 березня 2014[6] по 26 грудня 2014 року знову виходила на «Першому національному»
- генеральний директор Національної телекомпанії України Зураб Аласанія виступив проти цього шоу, і наприкінці 2014 року розірвав контракт з Шустером[1].
- як повідомив 9 лютого 2015 року Савік Шустер, під тиском з АПУ (на Банковій) «телеканали відмовляються від відкритого для усіх політичних сил дискусійного майданчика. Нас хочуть, але бояться».[1]

## Формат програми
Суспільно-політичне ток-шоу за участі відомих політиків, політологів, журналістів, діячів мистецтва, громадських активістів тощо. У програмі підводяться підсумки найважливіших подій тижня. Запрошені гості сидять у дві лінії розташовані одна проти одної, та розсаджувалися, зазвичай, за приналежністю до політичних сил (парламентської більшості чи опозиції, правого чи лівого спрямування) чи позицією щодо обговорюваних питань. Між двох рядів гостей програми розташовувався головний мікрофон, до якого запрошувались ті чи інші гості.
Програма проходить у власній студії із аудиторією, що являла собою соціологічну вибірку та відображала структуру населення України. Опитування аудиторії під час ефіру дозволяє визначити позицію українських громадян щодо обговорюваних питань. Протягом усієї програми глядачі у студії також постійно голосують щодо того, чи підтримують вони слова поточного мовця чи ні. Частки присутньої аудиторії за позицією щодо поточних слів гостя відображуються у кутку екрану.
Програма має ряд інших унікальних особливостей. Одна з них — це VJ-коментатор, головне завдання якого — читати повідомлення, які надсилають телеглядачі на електронну адресу програми, а також слідкувати за новинами на інших телеканалах та повідомляти їх глядачам.
Іншою особливістю ток-шоу є музична кінцівка, під час якої виступають відомі в Україні та світі виконавці. Зокрема, у програмі виступали Ніна Матвієнко, Світлана Лобода, Юрій Андрухович та гурт Karbido, Тіна Кароль, шведський гурт Vacuum та ін.
Випуски програми «Шустер LIVE», що до 11 червня 2010 року виходили з понеділка по четвер, висвітлювали головні теми дня, які обговорював Савік Шустер разом із гостями в студії.

## Трансляція програми
Розповсюдження: ефірне — понад 90 % території України, кабельне, супутникове, Інтернет.
У прямому ефіріп'ятниця, вечір
на телеканалі «3S.TV» п'ятниця, 22:00
Повторсубота, 08:00